# Fraile Pintado
Fraile Pintado is een plaats in het Argentijnse bestuurlijke gebied Ledesma in de provincie Jujuy. De plaats telt 13.682 inwoners.